# Hara Toratane
Hara Toratane (原虎胤?   1497-1564) fue un sirviente del clan Takeda durante finales del Período Sengoku de la historia de Japón. De acuerdo a las tradiciones del clan, los Hara estaban obligados a servir al clan Chiba de la Provincia de Shimosa, pero después de diez años de servicio se convirtió en sirviente de Takeda Nobutora, al cual ayudó durante la destrucción de Fukushima Masashige en 1521, donde comenzó a adquirir una fama singular por su capacidad estratégica, por lo cual se mencionaba popularmente que Toratane podía “hacer que diez ashigaru pelearan como 100 samuráis”.
A la muerte de Nobutora, Toratane comenzó a tener problemas con su nuevo maestro Takeda Shingen, los cuales aumentaron cuando comenzó la rivalidad de Shingen con el clan Uesugi. Toratane decidió servir al clan Hōjō pero fue inmediatamente contactado por varios sirvientes de Shingen y fue convencido de regresar a la Provincia de Kai, donde se convirtió en uno de los Veinticuatro Generales de Takeda Shingen. Toratane participó en diversas batallas como las de Kawanakajima, donde peleó en contra de las tropas de Uesugi Kenshin en la Provincia de Shinano. Toratane fue muerto en la quinta y última batalla de Kawanakajima.